# Odontoperas caecimacula
Odontoperas caecimacula är en fjärilsart som beskrevs av Sergius G. Kiriakoff 1962. Odontoperas caecimacula ingår i släktet Odontoperas och familjen tandspinnare. Inga underarter finns listade i Catalogue of Life.